# Jim Brickman
Jim Brickman (Cleveland, 20 novembre 1961) è un cantautore e pianista statunitense.

## Discografia
- 1994 - No Words
- 1995 - By Heart
- 1997 - Picture This
- 1997 - The Gift
- 1998 - Visions of Love
- 1999 - Destiny
- 2000 - My Romance
- 2001 - Simple Things
- 2002 - Love Songs and Lullabies
- 2002 - Valentine
- 2003 - Peace
- 2004 - Greatest Hits
- 2005 - Grace
- 2005 - The Disney Songbook
- 2006 - Escape
- 2006 - Christmas Romance
- 2007 - Homecoming
- 2007 - Hope
- 2008 - Valentine Reissue
- 2008 - Unspoken
- 2008 - Ultimate Love Songs
- 2008 - The Hymns and Carols of Christmas
- 2008 - Faith
- 2009 - Beautiful World
- 2009 - Joy
- 2010 - Home
- 2010 - Love
- 2011 - All Is Calm: Peaceful Christmas Hymns
- 2011 - Romanza
- 2012 - Believe
- 2012 - Piano Lullabies
- 2013 - The Magic of Christmas
- 2013 - Love 2